# Плесецьк (аеродром)
Плесецьк — військовий аеродром в Архангельській області, що обслуговує космодром Плесецьк.
На аеродромі розташована авіаційна комендатура для прийому та відправлення повітряних суден державної авіації.
Аеродром епізодично використовується для прийому цивільних повітряних суден.

## Історія
У грудні 1958 року на полігоні «Ангара» (нині космодром Плесецьк) було сформовано 156-у окрему змішану авіаескадрилью, у серпні 1966 року її переформовано в 17-й окремий змішаний авіаполк.
До початку 1990-х аеродром мав умовну назву «Перо». У деяких джерелах згадується під назвою «Плесці» (за назвою прилеглого озера), на англомовних картах позначається як Plestsy Airport.
У 2004 році аеродром був реконструйований: замінено світлосигнальне та радіотехнічне обладнання, посилено та подовжено на 600 м злітно-посадкова смуга, що дозволяє аеродрому приймати літаки Іл-76, Ту-154 та легші, а також вертольоти всіх типів. Максимальна злітна вага повітряного судна 200 тонн.
Раніше на аеродромі дислокувалися літаки Ан-26, Ан-30, Ан-72, Ан-12 та вертольоти Мі-8 зі складу колишнього 17-го окремого змішаного авіаполку (військова частина 32177). Потім було сформовано 17-у окрему змішану авіаескадрилью (в/ч 34185).
У січні 2014 року 17-а ОЗАЕ ліквідована разом з однією з небагатьох у країні техніко-експлуатаційних частин та перебазована до складу 33 ОТЗАП (аеродром Левашово у Виборзькому районі Санкт-Петербурга), який не має подібної інфраструктури. А на аеродромі Плесецьк сформували авіаційну комендатуру, яка також входить до складу 33 ОТЗАП. У серпні 2015 року авіаційна комендатура аеродрому Плесецьк перепідпорядкована 7050 базі Північного флоту. У червні 2018 року авіаційна Комендатура аеродрому Плесецьк перепідпорядкована 566 втап 12 гв втад К ВТА, а в грудні 2020 року на базі авіаційної комендатури сформована змішана авіаційна ескадрилья.